# Билимбаевские дачи
Билимба́евские да́чи — бывший посёлок, существовавший при строительстве населённого пункта при комбинате № 813 (с 17 марта 1954 года — город Ново-Уральск, до 4 января 1994 года — Свердловск-44, в настоящее время Новоуральск). Один из посёлков первопоселенцев, который находился за пределами самого города. В настоящее время на месте посёлка расположено садоводческое товарищество «Автозаводец-1».

## Географическое положение
Посёлок Билимбаевские дачи располагался к юго-западу от Свердловска-44, в 8-ми километрах от центра, и в 4-х километрах западу от Мурзинки. Посёлок был отделён от остальной части города и других посёлков горой Висячий Камень, а от Мурзинки — горой Медвежкой, находясь на территории Восточной Европы, у берегов реки Чёрный Шишим. На месте бывшего посёлка расположено садоводческое товарищество «Автозаводец-1».

## История
Поселение на месте Билимбаевских дач существовало ещё до строительства города. Местные жители также называли посёлок Подкопай-городком. Такое название посёлок получил по фамилии его основателя — Подкопаева. Также встречалось название Билимбаевский кордон.
Жители Билимбаевских дач считались работниками деревообрабатывающего комбината. Они валили лес и возили его в строящийся город. В посёлке жили как вольнонаёмные рабочие, так и бывшие заключённые ИТЛ-100, ограниченные в праве свободного перемещения. По воспоминаниям старожилов, вольнонаёмные и освободившиемя из мест заключения люди жили на разных берегах Чёрного Шишима. Посельчане проживали в бараках и юртах.
Кроме жилых строений в Билимбаевских дачах были продуктовый и промтоварный магазины, начальная школа и клуб. В центре посёлка была поляна, на которой стояла большая печь. В этой печи готовили жители Подкопай-городка, так как во избежание пожаров летом посельчанам запрещалось топить печи в своих домах. Поляна была местом сбора жителей. Здесь проводились праздники, устраивались танцы и гуляния.
Добраться до Билимбаевских дач можно было и из Свердловска-44, но проще и быстрее — из Мурзинки. От города в сторону Билимбаевских дач вела лежнёвка (дорога из настланных брёвен).
По воспоминаниям местной жительницы Галины Александровны Бариновой (Курзановой), которая проживала в Подкопай-городке в детстве, однажды в посёлке произошла трагедия, которая потрясла не только Подкопай-городок, но и весь город. В Билимбаевские дачи должна была приехать молодая учительница. На станции Мурзинке девушку ожидали встречающие, но в итоге не дождались и вызвали милицию. Милиционеры же вызвали солдат. Военнослужащие прочесали всю местность и нашли тело убитой девушки. Вскоре выяснилось, что её убили участники банды семёновцев, орудовавшей в верх-нейвинских окрестностях несколько лет. Главарём банды был некий Семён. После убийства учительницы на бандитов открыли настоящую охоту, всех поймали и посадили.
В 1959 году посёлок был передан геологам. Местные жители стали переселяться в город.
Позднее место передали предприятию «ЗиЛ» под размещение коллективных садов. В народе сады «Автозаводец» были прозваны «зиловскими».